# Yoldiella insculpta
Yoldiella insculpta är en musselart som först beskrevs av John Gwyn Jeffreys 1879.  Yoldiella insculpta ingår i släktet Yoldiella och familjen Yoldiidae. Inga underarter finns listade i Catalogue of Life.